# 塩尻市立宗賀小学校
塩尻市立宗賀小学校（しおじりしりつ そうがしょうがっこう）は、長野県塩尻市にある公立小学校。

## 所在地
〒399-6461 長野県塩尻市宗賀2646番地

## 沿革
- 1889年4月1日 - 東筑摩郡宗賀村発足に伴い、宗賀尋常小学校を設置、平出・本山に支校を置く[1]。
- 1893年 - 両支校が尋常小学校として分離[2]。
- 1901年1月22日 - 宗賀尋常高等小学校となる[2]。
- 1917年 - 平出、本山両尋常小学校を再統合[2]。
- 1941年4月1日 - 国民学校令に基づき、宗賀国民学校と改称。
- 1947年4月1日 - 学制改革により、宗賀村立宗賀小学校となる。
- 1959年4月1日 - 塩尻市立宗賀小学校となる。

## 通学区域
塩尻市宗賀（平出8組を除く）のほぼ全域。
平出8組は塩尻市立塩尻西小学校の通学区域。